# Ґрабово-Скорупкі
Ґрабово-Скорупкі (пол. Grabowo-Skorupki) — село в Польщі, у гміні Кшиновлоґа-Мала Пшасниського повіту Мазовецького воєводства.
Населення — 110 осіб (2011).
У 1975-1998 роках село належало до Остроленцького воєводства.

## Демографія
Демографічна структура станом на 31 березня 2011 року:
|          | Загалом | Допрацездатний вік | Працездатний вік | Постпрацездатний вік |
| -------- | ------- | ------------------ | ---------------- | -------------------- |
| Чоловіки | 59      | 16                 | 40               | 3                    |
| Жінки    | 51      | 18                 | 22               | 11                   |
| Разом    | 110     | 34                 | 62               | 14                   |